# Wielopłetwiec
Wielopłetwiec, miastuga (Polypterus bichir) – gatunek drapieżnej, słodkowodnej ryby z rodziny wielopłetwcowatych (Polypteridae). Jest gatunkiem typowym rodzaju Polypterus.

## Występowanie
Afryka – Nil, Jezioro Rudolfa, rzeka Omo, jezioro Czad oraz rzeki Szari i Logon. Przebywa w płytkich wodach.

## Cechy morfologiczne
Ciało niemal cylindryczne, pokryte łuskami ganoidalnymi (63–70 łusek w linii bocznej). Żuchwa nieznacznie wysunięta przed szczękę. Płetwa grzbietowa złożona z 14–18 małych płetewek. W płetwie odbytowej 13–16 promieni. Liczba kręgów: 61–62. Ubarwienie ciała oliwkowe, a na stronie brzusznej białe, z trzema ciemniejszymi, podłużnymi pasami na bokach. Pasy te są bardziej widoczne u młodych osobników niż u dorosłych. Płetwy piersiowe i brzuszne mają zielonkawe i żółtawe poprzeczne pasy. Wielopłetwiec osiąga maksymalnie do 72 cm długości.

## Biologia i ekologia
Jaja są składane wśród roślinności. Rodzice strzegą jaj i narybku. Wielopłetwiec żywi się rybami żerującymi przy dnie.

## Podgatunki
Wyróżniono 3 podgatunki:
- P. b. bichir – podgatunek nominatywny
- P. b. katangae Poll, 1941
- P. b. lapradei Steindachner, 1869